# Прит, Джошуа
Джошуа Лукас Прит Галловей (англ. Joshua Lucas Prete Galloway; род. 17 августа 1991 в Австралии) — австралийский профессиональный шоссейный велогонщик.

## Достижения
2012
1-й Этап 1 Тур Чехии (КГ)
2013
3-й Тур Хоккайдо
2014
1-й  Тур Хоккайдо
2015
1-й Этап 4 Классика Новой Зеландии